# Vojenský řád Rafaela Urdanety
Vojenský řád Rafaela Urdanety či Vojenský řád generála Rafaela Urdanety (španělsky: Orden Militar Rafael Urdaneta) je venezuelské vojenské vyznamenání založené roku 1939.

## Historie a pravidla udílení
Čestná medaile generála Rafaela Urdanety byla založena 13. července 1939 a nahradila původní Čestnou medaili Francisca de Mirandy založenou 21. července 1933. Pojmenována byla po bývalém venezuelském ministru obrany a prezidentu Velké Kolumbie generálu Rafaelu Urdanetovi. Po pěti letech byl původní vzhled medaile shledán neodpovídajícím účelu udílení medaile a revoluční vládní junta odsouhlasila reformu medaile. 22. června 1946 byl v Gaceta Oficial č. 22041 zveřejněn zákon č. 356, který reformoval čestnou medaili. Medaile byla také přejmenována na Vojenský řád generála Rafaela Urdanety.
Vyznamenání bylo od počátku udíleno generálům, vyšším i nižším důstojníkům za odsloužené roky a bezvadnou službu v ozbrojených silách Venezuely.

## Insignie

### Typ I
Původní řádový odznak měl podobu pěticípé hvězdy. Mezi jednotlivými cípy hvězdy byly čepele mečů. Průměr hvězdy byl 60 mm. Uprostřed byl kulatý medailon s portrétem generála Rafaela Urdanety. Na zadní straně byla uprostřed medailonu třída řádu. Při vnějším okraji byl nápis v kruhu MEDALLA DE HONOR GENERAL RAFAEL URDANETA.

### Typ II
Řádový odznak má tvar pozlaceného kříže. Na každém ramenu kříže je vyražený vavřínový věnec o velikosti 2,5 mm. Uprostřed je kulatý medailon o průměru 12 mm s reliéfním portrétem generála Rafaela Urdanety. Průměr kříže je 42 mm.
Stuha z hedvábného moaré je v případě I. třídy žlutá, v případě II. třídy modrá a v případě III. třídy červená.

## Třídy
Vyznamenání je udíleno ve třech řádných třídách:
- I. třída – Zlatá medaile je udílena po třiceti letech služby.
- II. třída – Stříbrná medaile je udílena po 20 letech služby.
- III. třída – Bronzová medaile je udílena po 10 letech služby.

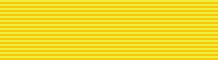
I. třída
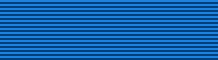
II. třída
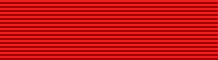
III. třída